# Awkwafina
Awkwafina, pseudonimo di Nora Lum (in cinese 林家珍S, Lín JiāzhēnP; Stony Brook, 2 giugno 1988), è un'attrice, comica e rapper statunitense di origini cinesi e coreane.

## Biografia
Nata a New York da padre figlio di immigrati cinesi e madre sudcoreana, che è deceduta quando lei aveva quattro anni, Nora Lum cresce nel quartiere di Forest Hills, nel Queens. Comincia a rappare a tredici anni, usando per la prima volta lo pseudonimo di Awkwafina a sedici. Dal 2006 al 2008 studia mandarino all'Università di Lingua e Cultura cinese di Pechino, mentre in seguito si laurea in giornalismo ad Albany. Prima di intraprendere la carriera di cantante, collabora alla redazione di quotidiani locali come il Gotham Gazette e il Times Union.
Nel febbraio 2014 ha pubblicato il suo primo album in studio Yellow Ranger, in cui collabora Dumbfoundead. Nello stesso anno è nel cast della serie Girl Code (MTV). Ha recitato in Cattivi vicini 2 ed ha eseguito una parte di doppiaggio nella versione originale di Cicogne in missione. Nel 2017 prende parte alla serie Future Man, prodotta da Hulu. Nell'agosto 2016 viene annunciata come membro del cast principale tutto femminile del film Ocean's 8, in cui compaiono anche Sandra Bullock, Cate Blanchett, Mindy Kaling, Rihanna, Sarah Paulson e Anne Hathaway. Il film è stato distribuito nell'estate 2018. Nello stesso periodo esce anche Crazy & Rich, diretto da Jon M. Chu e girato tra Singapore e Malaysia con un cast interamente asiatico.
Nel 2019 interpreta il ruolo da protagonista nel film The Farewell - Una bugia buona di Lulu Wang, presentato al Sundance Festival e basato sulla storia vera della stessa Wang. Awkwafina interpreta Billi, una giovane donna di origine cinese cresciuta negli Stati Uniti, che ritorna in Cina per passare insieme alla famiglia gli ultimi mesi di vita dell'amata nonna Nai Nai, quest'ultima inconsapevole del male che l'ha colpita. La sua performance nel film riceve il plauso della critica e Awkwafina vince il suo primo Golden Globe nella sezione miglior attrice protagonista in un film commedia o musicale, divenendo così la prima attrice di origine asiatica a vincere un premio di quel calibro. Per lo stesso ruolo ha ricevuto nel 2019 il Gotham Independent Film Awards come migliore attrice, nel 2020 il Satellite Award come miglior attrice in una commedia o film musicale, e una nomination ai Critics' Choice Awards come miglior attrice. Sempre nel 2019, compare in Jumanji: The Next Level, sequel del film del 2017 Jumanji - Benvenuti nella giungla.
A luglio 2019 viene annunciato che l'attrice farà parte del film in uscita nel 2021, Shang-Chi e la leggenda dei Dieci Anelli, grazie al quale entrerà nel Marvel Cinematic Universe.

## Discografia

### Album in studio
- 2014 - Yellow Ranger
- 2018 - In Fina We Trust

## Filmografia

### Attrice

#### Cinema
- Cattivi vicini 2 (Neighbors 2: Sorority Rising), regia di Nicholas Stoller (2016)
- Dude, regia di Olivia Milch (2018)
- Ocean's 8, regia di Gary Ross (2018)
- Crazy & Rich (Crazy Rich Asians), regia di Jon M. Chu (2018)
- The Farewell - Una bugia buona (The Farewell), regia di Lulu Wang (2019)
- Paradise Hills, regia di Alice Waddington (2019)
- Between Two Ferns - Il film (Between Two Ferns: The Movie), regia di Scott Aukerman (2019)
- Jumanji: The Next Level, regia di Jake Kasdan (2019)
- Breaking News a Yuba County (Breaking News in Yuba County), regia di Tate Taylor (2021)
- Shang-Chi e la leggenda dei Dieci Anelli (Shang-Chi and the Legend of the Ten Rings), regia di Destin Daniel Cretton (2021)
- Il canto del cigno (Swan Song), regia di Benjamin Cleary (2021)
- Renfield, regia di Chris McKay (2023)
- Quiz Lady, regia di Jessica Yu (2023)
- Jackpot - Se vinci ti uccido! (Jackpot!), regia di Paul Feig (2024)

#### Televisione
- Mary + Jane – serie TV, episodio 1x07 (2016)
- Drive Share – serie TV, episodio 1x06 (2017)
- Future Man – serie TV, episodi 1x01-1x04-1x12 (2017)
- Weird City – serie TV, episodio 1x06 (2019)
- Awkwafina è Nora del Queens (Awkwafina Is Nora from Queens) – serie TV (2020-in corso)

### Doppiatrice

#### Cinema
- Cicogne in missione (Storks), regia di Nicholas Stoller e Doug Sweetland (2016)
- Angry Birds 2 - Nemici amici per sempre (The Angry Birds Movie 2), regia di Thurop Van Orman e John Rice (2019)
- SpongeBob - Amici in fuga (The SpongeBob Movie: Sponge on the Run), regia di Tim Hill (2020)
- Raya e l'ultimo drago (Raya and the Last Dragon), regia di Don Hall e Carlos López Estrada (2021)
- Troppo cattivi (The Bad Boys), regia di Pierre Perifel (2022)
- La sirenetta (The Little Mermaid), regia di Rob Marshall (2023)
- Once Upon a Studio, regia di Trent Correy e Dan Abraham (2023)
- Prendi il volo (Migration), regia di Benjamin Renner (2023)
- Kung Fu Panda 4, regia di Mike Mitchell e Stephanie Stine (2024)
- IF - Gli amici immaginari (IF), regia di John Krasinski (2024)

#### Televisione
- Regular Show – serie TV, episodio 7x15 (2015)
- Animals – serie TV, episodio 3x10 (2018)
- I Simpson (The Simpsons) – serie TV, episodi 30x18-30x21 (2019)
- Tuca & Bertie – serie TV, episodio 1x09 (2019)
- Dark Crystal - La resistenza (The Dark Crystal: Age of Resistance) – serie TV, 7 episodi (2019)
- A Real Bug's Life - Megaminimondo (A Real Bug's Life) - documentario, 10 episodi (2024-in corso)

## Riconoscimenti
- AACTA Award
  - 2020 – Candidatura come miglior attrice internazionale per The Farewell
- Alliance of Women Film Journalists
  - 2019 – Candidatura come miglior attrice protagonista per The Farewell
  - 2019 – Candidatura come miglior attrice esordiente per The Farewell
- The Asian Award
  - 2019 – Miglior attrice cinematografica per Crazy & Rich
- Austin Film Critics Association
  - 2020 – Candidatura come miglior attrice protagonista per The Farewell
  - 2020 – Candidatura come miglior attrice esordiente per The Farewell
- British Academy Film Awards
  - 2020 – Candidatura come miglior stella emergente
- Chicago Film Critics Association
  - 2020 – Candidatura come miglior attrice per The Farewell
- Critics' Choice Awards
  - 2020 – Candidatura come miglior attrice per The Farewell
- Dallas-Fort Worth Film Critics Association
  - 2020 – Candidatura come miglior attrice per The Farewell
- Dorian Awards
  - 2019 – Stella emergente dell'anno
  - 2020 – Candidatura come performance cinematografica dell'anno per The Farewell
- Dublin Film Critics' Circle
  - 2019 – Candidatura come miglior attrice per The Farewell
- Georgia Film Critics Association
  - 2020 – Candidatura come miglior attrice per The Farewell
- Golden Globe
  - 2020 – Miglior attrice in un film comico o musicale per The Farewell
- Gotham Independent Film Awards
  - 2019 – Miglior attrice per The Farewell
- Hollywood Critics Association
  - 2020 – Candidatura come miglior attrice per The Farewell
- Houston Film Critics Society
  - 2020 – Candidatura come miglior attrice per The Farewell
- IndieWire Critics Poll
  - 2019 – Candidatura come miglior attrice per The Farewell
- MTV Movie & TV Awards
  - 2019 – Candidatura come miglior performance comica per Crazy & Rich
  - 2019 – Candidatura come miglior performance rivelazione per Crazy & Rich
- Nickelodeon Kids' Choice Awards
  - 2022 – Candidatura come voce da un film d'animazione preferita per SpongeBob - Amici in fuga
  - 2023 – Candidatura come voce da un film d'animazione preferita per Troppo cattivi
- Online Film Critics Society
  - 2020 – Candidatura come miglior attrice per The Farewell
- San Diego Film Critics Society
  - 2018 – Candidatura come miglior performance comica per Crazy & Rich
  - 2019 – Candidatura come miglior attrice per The Farewell
- San Francisco Film Critics Circle
  - 2019 – Candidatura come miglior attrice per The Farewell
- Satellite Award
  - 2020 – Miglior attrice in un film comico o musicale per The Farewell
- Saturn Award
  - 2022 – Miglior attrice non protagonista per Shang-Chi e la leggenda dei Dieci Anelli
- Screen Actors Guild Award
  - 2019 – Candidatura come miglior cast corale per Crazy & Rich
- Seattle Film Critics Society
  - 2019 – Candidatura come miglior attrice per The Farewell
- Teen Choice Awards
  - 2019 – Candidatura come miglior attrice comica cinematografica per Crazy & Rich
- Washington D.C. Area Film Critics Association
  - 2019 – Candidatura come miglior attrice per The Farewell

## Doppiatrici italiane
Nelle versioni in italiano delle opere in cui ha recitato, Awkwafina è stata doppiata da:
- Alessia Amendola in Black Mirror, The Farewell - Una bugia buona, Awkwafina è Nora del Queens, Breaking News a Yuba County, Shang-Chi e la leggenda dei Dieci Anelli, Il canto del cigno, Renfield, Quiz Lady
- Elena Perino in Ocean's 8, Crazy & Rich
- Erica Necci in Cattivi vicini 2
- Ludovica Bebi in Paradise Hills
- Laura Facchin in Jumanji: The Next Level
- Guendalina Ward in Jackpot - Se vinci ti uccido!

Da doppiatrice è sostituita da:
- Alessia Amendola in Raya e l'ultimo drago, La sirenetta, Once Upon a Studio, Prendi il volo, Kung Fu Panda 4
- Margherita Vicario in Troppo cattivi, Troppo cattivi 2
- Federica Mete in Angry Birds 2 - Nemici amici per sempre
- Ilaria Giorgino in Dark Crystal - La resistenza
- Chiara Francese in SpongeBob - Amici in fuga
- Arianna Vignoli in The Boys presenta: Diabolico! (Sky)
- Ughetta d'Onorascenzo in The Boys presenta: Diabolico! (Areola)
- Gaia Bolognesi in A Real Bug's Life - Megaminimondo